# قلعه سنگر (اسفراین)
بقایای قلعه سنگر مربوط به هزاره ۴ و ۵ قبل از میلاد - دوره اشکانیان - دوره ساسانیان است و در شهرستان اسفراین، بخش مرکزی، دهستان دامنکوه، ۴ کیلومتری شمال غرب روستای چهار برج واقع شده و این اثر در تاریخ ۳۰ بهمن ۱۳۸۶ با شمارهٔ ثبت ۲۱۲۲۸ به‌عنوان یکی از آثار ملی ایران به ثبت رسیده است.